# Tripwire
Tripwire es un programa de computador basado en Open Source consistente en una herramienta de seguridad e integridad de datos. Es útil para monitorizar y alertar de cambios en los ficheros de un sistema de ficheros. Funciona cotejando la firma digital de archivos y directorios contra una base de datos de los mismos en un instante previo. La base de datos se genera tomando una instantánea en el momento de su instalación y se accede a ella mediante contraseña cifrada, por lo que su instalación en un sistema posiblemente infectado, carecería de efectividad y se recomienda que su instalación y configuración sea hecha antes de haber conectado el computador por primera vez a internet. Funciona en sistemas operativos GNU/Linux.